# إينار نلسن
إينار نلسن (بالنرويجية البوكمول: Einar Nilsen Skar)‏ (18 نوفمبر 1901 – 29 مارس 1980) هو ملاكم نرويجي راحل، مثّل بلاده في الألعاب الأولمبية الصيفية 1920.

## روابط خارجية
إينار نلسن على موقع أوليمبيديا (الإنجليزية)